# Церковь Святого Григория Просветителя (Кузгунджук)
Церковь Святого Григория Просветителя (арм. Սուրբ Գրիգոր Լուսավորիչ եկեղեցի) — армянская церковь, основанная в XIX веке, располагающаяся в районе Кузгунджук Стамбула, Турция.

## История
Первоначально на этом месте стояла деревянная церковь, которую построил патриарх Исдепанос II по проекту архитектора Ованеса Амиры Серверяна.
В 1853 году на территории церкви была открыта школа Просветителя (Лусаворича).
В 1861 году церковь была перестроена Богосом Агой Шалджияном. В 1910 году во дворе был построен фонтан.
В 2005 году церковь была отремонтирована патриархом Месропом II Мутафяном.

### Вандализм
В мае 2020 года в соцсетях было распространено видео, на котором видно как неизвестный выдергивает крест, установленный на ограде перед церковью, и бросает его на землю. Армянский депутат Меджлиса Турции Гаро Палян осудил вандализм, заявив, что «риторика ненависти власти превращает в привычное явление преступления на почве ненависти».

## Галерея

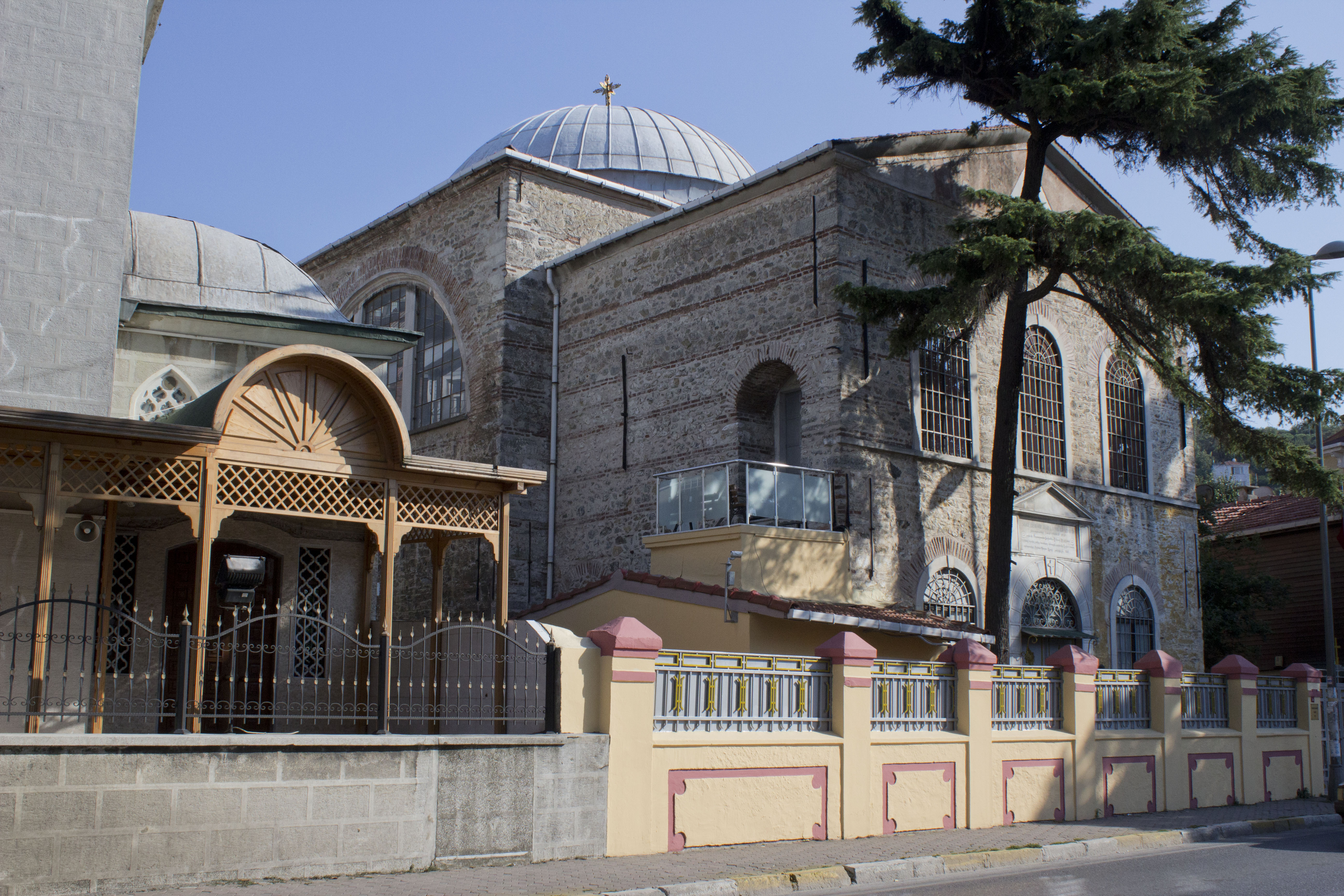
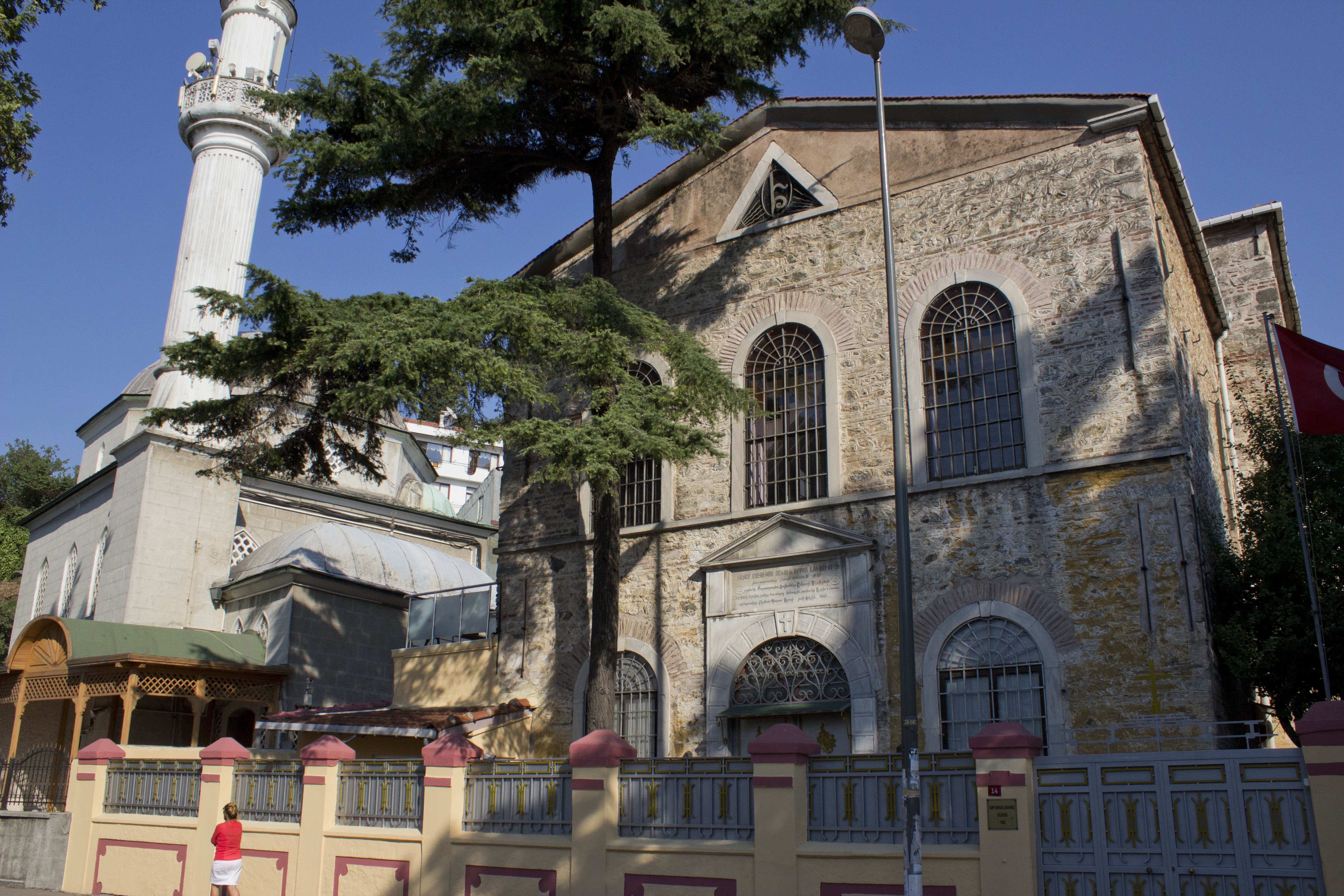
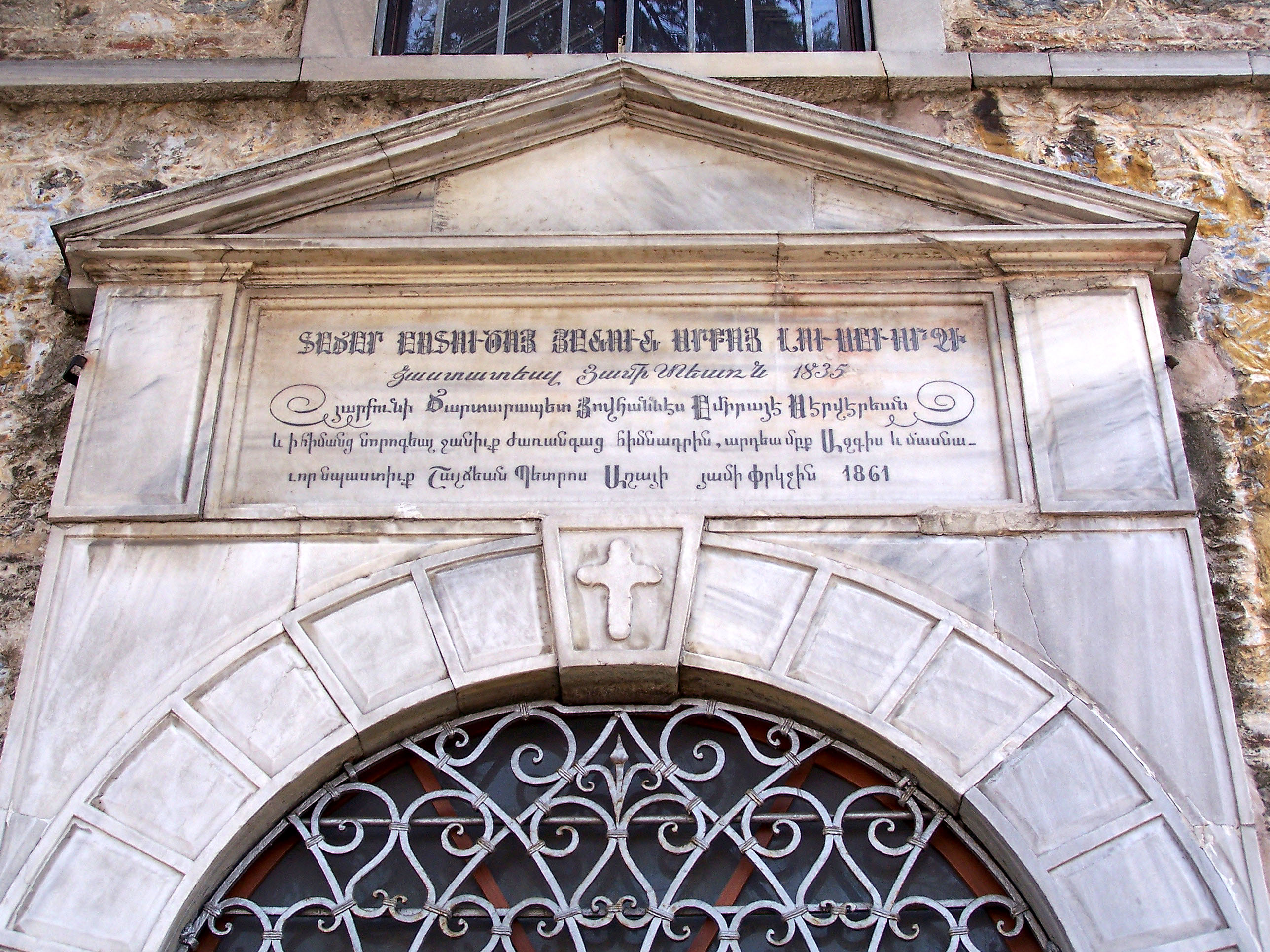